# Norbornan
Norbornan (biciklo[2.2.1]heptan) je organsko jedinjenje. On je zasićeni ugljovodonik sa hemijskom formulom . On je kristalno jedinjenje sa tačkom topljenja 88 °. Ugljenična osnova cikloheksanskog prstena je premoštena metilenskom grupom u 1,4- poziciji, te je on biciklično jedinjenje. Ovo jedinjenje se može sintetisati hidrogenacijom srodnih jedinjenja norbornena i norbornadiena. Norbornilni katjon je značajan predstavnik neklasičnih jona.
Ime ovog jedinjenje potiče od bornana koji ima tri metil grupe, i koje je ugljenični skeleton kamfora (bornanona). U bornanu, postoje tri metil grupe, jedna vezana za ugljenik u bazi mosta i dve metil grupe vezane za ugljenik mosta. Prefiks nor daje indikaciju da su metil grupe bornana uklonjene.

## Spoljašnje veze
- Norbornan u 3D Архивирано на веб-сајту  (14. мај 2011)
- Podaci